# Толстоиглая крыса
Толстоиглая крыса (лат. Hoplomys gymnurus) — вид грызунов из семейства щетинистых крыс, обитающий в Центральной Америке. Единственный вид рода Hoplomys.
Встречается от центрального и восточного Гондураса до северо-западного Эквадора. Как правило, поселяется вблизи ручьёв или рек в низменности вечнозелёных лесов, или в низменных районах, таких как пальмовые болота.
Длина тела 20,5—29,5 см, длина хвоста 12,6—19,5 см, длина задней лапы 51-60 мм, длина уха 22-27 мм, масса 230—680 грамм.
Окраска спины может быть от чёрного до красновато-коричневого цвета. Нижняя часть тела тускло-белая. Вибриссы чёрные и длинные, доходят до плеч. Ноги почти чёрные, с большим количеством колючек. Хвост голый и двухцветный, тёмный сверху и светлый снизу.
Это ночной и наземный вид. День проводит в норе, которая, как правило, расположена на крутом берегу рядом с водой. Нора примерно горизонтальная, расширяющаяся примерно через 2 метра в гнездо, устланное измельчённой растительностью. Ночью их можно легко заметить по красному, хорошо заметному блеску глаз. Если их встревожить, как правило, быстро бегут в нору. Животное может оставаться у её входа, где его можно посмотреть вблизи и даже схватить руками. Рацион включает фрукты, насекомых (останки жуков и прямокрылых были найдены в его норах) и некоторое количество зелёной растительной массы. Приплод составляет от одного до трёх, детёныши преждевременно развитые при рождении и имеют мягкий мех. Колючки развиваются через месяц.